# 和平大苑
和平大苑（英語：Peace Palace）是元利建設建造的豪宅大樓，緊鄰國立臺灣師範大學，位居大安區核心地段。基地面積875坪，樓高38層，142.9公尺，共計106戶。中低樓層一層兩戶，擁有師大校園景觀，高樓層一層一戶有無限棟距的大台北環景視野。

## 建築設計
由陳傳宗建築師事務所設計，全棟採用巴西黃金崗石打造。結構上為超抗震住宅，採用SS鋼骨結構系統設計，鋼柱組立採用ACE-UP工法，用鋼量總計高達9,000噸，再加上272支日本KYB油壓式阻尼器，有效提升抗風力及抗震系數。

## 公共空間
由義大利設計師Lorenzo Tondelli設計。一樓挑高18米的門廳擁有採用魚肚白大理石為材質的六大列柱，以及懸掛的6米巨型水晶吊燈「鶴鳴九皋」。還有張國龍的「天地系列」、印尼當代畫家Putu Sutawijaya的「十二行人」、知名雕塑家傅柏年的「共舞」以及楊柏林的「美麗時光」。